# یتیمان نسل‌کشی
یتیمان نسل‌کشی (ارمنی: Ցեղասպանության որբերը) یک فیلم مستند ۹۰ دقیقه محصول سال ۲۰۱۴ می‌باشد. این فیلم توسط بارت ماورنیان کارگردان ارمنی-آمریکایی کارگردانی و نویسندگی شده‌است. نمایش افتتاحیه این فیلم در سال ۲۰۱۵ مصادف با صدمین سالگرد نسل‌کشی ارمنی‌ها انجام شد. قهرمانان این فیلم که داستان آن را بازگو می‌کند فرزندان نجات‌یافتگان نسل‌کشی ارمنی‌ها می‌باشند.